# Liolaemus cyaneinotatus
Espèce
Liolaemus cyaneinotatus est une espèce de sauriens de la famille des Liolaemidae.

## Répartition
Cette espèce est endémique de la province de Neuquén en Argentine.

## Étymologie
Le nom spécifique cyaneinotatus vient du latin cyaneus, bleu foncé, et de notatus, ponctué, en référence points bleus présents sur les bandes dorso-latérales des mâles de cette espèce.

## Publication originale
- Martinez, Avila, Fulvio Perez, Perez, Sites & Morando, 2011 : A new species of Liolaemus (Squamata, Iguania, Liolaemini) endemic to the Auca Mahuida volcano, northwestern Patagonia, Argentina. Zootaxa, no 3010, p. 31–46.